# Orthogeomys underwoodi
Orthogeomys underwoodi är en däggdjursart som först beskrevs av Wilfred Hudson Osgood 1931.  Orthogeomys underwoodi ingår i släktet Orthogeomys och familjen kindpåsråttor. IUCN kategoriserar arten globalt som livskraftig. Inga underarter finns listade i Catalogue of Life.
Arten förekommer i Costa Rica och Panama vid Stilla havet. Den vistas i låglandet och i bergstrakter upp till 1450 meter över havet. Habitatet utgörs av lövfällande skogar och av jordbruksmark.